# Пећи (Кључ)
Пећи су насељено мјесто у Босни и Херцеговини у општини Кључ које административно припада Федерацији Босне и Херцеговине. Према попису становништва из 1991. у насељу је живјело 298 становника.

## Географија
Пећи су село које се налазило између Кључа и Санског Моста, а спалиле и разориле су га снаге Армије Републике БиХ. У селу су живјеле породице Драгић, Рибић, Рис, Адамовић, Крљановић, Латиновић, Пећанац и многе друге. Данас тамо не живи више нико а бивши мјештани се једном годишње окупе на Спасовдан, код цркве Вазнесења господњег.

## Становништво
| Националност       | 1991. | 1981. | 1971. | 1961. |
| Срби               | 298   | 426   |       |       |
| Југословени        |       |       |       |       |
| остали и непознато |       | 6     |       |       |
| Укупно             | 298   | 432   | '     | '     |

| Демографија | Демографија | Демографија |
| Година      | Становника  | Становника  |
| ----------- | ----------- | ----------- |
| 1961.       | 550         |             |
| 1971.       | 491         |             |
| 1981.       | 432         |             |
| 1991.       | 298         |             |